# Епистемологија
Теорија сазнања (такође епистемологија или гносеологија) је област филозофије која истражује могућности, корене настанка и крајње домете људског сазнања. Иако покушаји развоја одговарајуће теорије сазнања потичу још из Антике и Платонове филозофије, епистемологија је званично почела да доминира Западном филозофском мишљу тек од Декарта и Лока, као последица расправа између рационалиста и емпириста о важности концепата „априори“ и „апостериори“ приликом стицања сазнања о нечему. Савремени постмодерни мислиоци су поставили, или предложили контекстуализацију сазнања као део интерсубјективног процеса.
Термин „епистемологија“ је први употребио шкотски филозоф Џејмс Фредерик Ферјер 1854. године. Међутим, према Брету Варену, краљ Џејмс  од Шкотске је раније утелотворио овај филозофски концепт као карактер Епистемон in 1591.

## Епистемон
У филозофском дијалогу, краљ Џејмс  од Шкотске је написао лик „Епистемона“ као персонификацију филозофског концепта који би расправљао о аргументима да ли древне верске перцепције о врачању треба казнити у политички хришћанском друштву. Аргументи краља Џејмса, преко карактера Епистемона, су базирани на идејама теолошког образложења веровања друштва, јер његов противник „Филоматес“ заузима филозофски став о правним аспектима друштва, али покушава да добије веће знање од Епистемона, чије је име грчка реч за „научника“. Овај филозофски приступ означава Филоматову потрагу за стицањем већег знања кроз епистемологију  уз употребу теологије. Краљ Џејмс је користио дијалог да образује друштво о разним концептима, укључујући историју и етимологију дебатоване тема.

## Епистемологија
Реч епистемологија је изведена из античке грчке речи epistēmē са значењем „знање“ и суфикса -логија, који означава „логичан дискурс“ (што је изведено из грчке речи logos која носи многа значења, од којих је основно „реч” а у овом случају „дискурс“). Ј.Ф. Ферјер је сковао термин епистемологија по узору на 'онтологија', да би означио грану филозофије која је усредсређена на откривање значења знања, и назива је 'истинским почетком' филозофије. Реч је еквивалентна са концептом Wissenschaftslehre, који су користили немачки филозофи Јохан Фихте и Бернард Болцано у разним пројектима пре него што ју је поново преузео Хусерл. Француски филозофи су затим дали термину épistémologie уже значење „теорије знање“ (théorie de la connaissance). На пример Емил Мејерсон је отворио своје дело „Идентитет и реалност“, 1908. године уз напомену да је ова речи постала попримила значење „филозофија наука“.

## Знање
У математици, познато је да су 2 + 2 = 4, али постоји и знање како се додају два броја, и познавање особе (нпр. себе), места (нпр. родни град), ствари (нпр. кола), или активности (нпр. додавање). Неки филозофи сматрају да постоји значајна дистинкција између „знати да“ (познавати концепт), „знати како“ (разумевати операцију), и „искуственог знања“ (знати из искуства), при чему се епистемологија превасходно бави првим од ових аспеката.
Ове дистинкције нису експлицитне у свим језицима, на пример оне су у незнатној мери изражене у енглеском језику (N.B. неки језици који су сродни са енглеским су задржали те глаголе, нпр. шкотско: wit и ken). У француском, португалском, шпанском, немачком и холандском знати (особу) се преводи користећи connaître, conhecer, conocer и kennen респективно, док се знати (како урадити нешто) преводи користећи savoir, saber и weten. Модерни грчки има глаголе γνωρίζω (gnorízo) и ξέρω (kséro). Италијански има глаголе conoscere и sapere и именице за знање су conoscenza и sapienza. Немачки има глаголе wissen и kennen. Wissen подразумева познавање чињенице, kennen подразумева знање у смислу упознавања са радним знањем; такође постоји и именица изведена из kennen, наиме Erkennen, за коју се каже да имплицира знање у облику признања или потврде. Сам глагог имплицира процес: мора се ићи из једног стања у друго, из стања „not-erkennen“ до стања истинског „erkennen“. Чини се да је овај глагол најприкладнији у смислу описивања „епистеме“ у једном од модерних европских језика, стога је немачко име „“". Теоријска интерпретација и значај ових језичких питања остаје контроверзна.
У свој публикацији On Denoting и каснијој књизи Проблеми филозофије Бертранд Расел наглашава дистинкцију између „ описног знања“ и „знања из искуства“. Гилберт Рајл је исто тако наглашавао разлику између познавања операције и познавања концепта у свом раду ''The Concept of Mind. У књизи Personal Knowledge Мајкл Полани разматра епистемолошку релевантност оперативног и описног знања; користећи пример чина балансирања при вожњи бицикла, он сугерише да теоретско познање физике која долази до изражаја при описивању одржавања стања баланса не може да замени практичну способност вожње бицикла, и да је важно да се разуме како су оба аспекта успостављена и заснована. Ова позиција је есенцијално истоветна са Рајлијевим становиштем, које тврди да одсуство прављења разлике измећу објективног и описног знања доводи до инфинитивне регресије.
У последње време, епистемолози међу којима су (Соса, Греко, Kvanvig, Загзебски) и Данјан Причхард заступају становиште да епистемологија треба да процењује људска „својства“ (тј., интелектуалне врлине) а не само својстава пропозиција или пропозицијских менталних ставова.

## Историја епистемологије
Епистемологија се одувјек бавила питањима која се тичу природе, обухватности, извора и исправности сазнања. Током историје филозофије, поједини филозофи су се концентрисали на једно или два од тих питања и искључивали остала. Ријетко који филозоф је у свом дјелу обухватио свако од њих. Централна питања епистемологије су:
- (1) Шта је сазнање - која је то коректна анализа или дефиниција концепта сазнање?
- (2) Шта све обухвата наше сазнање - од којих све ствари потиче наше сазнање?
- (3) Који су то извори сазнања - на који начин је стечено одређено сазнање?
- (4) Постоји ли исконско сазнање?

Прво питање је постало предмет интересовања филозофа од половине двадесетог вијека, али је такође разматрано до одређене границе у античко доба. Другом питању је први пажњу посветио Платон. Са неколико прекида друго питање је присутно кроз историју филозофије све до данас. Треће питање је такође имало истакнуто мјесто у античкој филозофији, али је такође чинило централну окосницу епистемолошких дискусија у средњовјековном и раном модерном периоду. Четврто питање произлази из скептицизма, и представља тему која је такође предмет епистемолошких дискусија почев од античке филозофије па све до данас, иако постоје периоди у којима су преокупације скептика биле игнорисане.
Покушаји давања одговора на ова питања кроз историју филозофије, неминовно су довели до појаве додатних, више природнијих питања. Главно од тих додатних питања је сљедеће:
- (5) Шта је то оправдано вјеровање - под којим условима се одређено вјеровање може сматрати оправданим?

У историји филозофије филозофи су се тек спорадично занимали за ово посљедње питање, ипак оно постаје од круцијалне важности за многе филозофе двадесетог вијека.

## Почеци епистемологије
Пресократовци нису придавали суштинску важност епистемологији, пошто су примарно били заокупирани природом и могућношћу промјена у њој. Подразумјевали су да је сазнање о природи могуће, иако су неки од њих сугерисали да сазнање о стварности боље долази из неких извора, него из других. У складу с тим, Хераклит је истицао важност улоге чула, а Парменид улоге разума. Међутим ни један ни други нису сумњали да је спознаја стварности могућа. Тек у 5. вијеку п. н. е., јављају се прве сумње у могућност спознаје стварности, за које су углавном заслужни Софисти.
Током 5. вијека п. н. е. људске праксе и институције су први пут критички испитиване. Велики број ствари које су претходно сматране дијелом природе сада се више не сматрају. Према томе, постављена је једна општа антитеза између природе и људских обичаја и постављено је питање гдје тачно треба успоставити ту границу. Софисти су поставили питање о томе колико тога што сматрамо или вјерујемо да знамо о природи, стварно и објективно јесте њен дио, а колико тога је производ људске маште.
На примјер, Протагора је сматрао да, ако је вјеровати ономе што извјештава Платон, односно да све што се човјеку јавља постоји, онда су те појаве једина стварност. То је значење, или барем дио значења његове познате тврдње: „Човјек је мјера свих ствари“. Горгија, у знатно радикалнијем тону, тврди да не постоји ствар звана стварност; да ако постоји ми не можемо сазнати о њој: а чак и када бисмо могли, не бисмо били у стању да дојавимо наше сазнање о њој.
Овај општи скептицизам је зачетак епистемологије онако како је традиционално схваћена, а то је као покушај да се оправда тврдња да је сазнање о стварима могуће као и да се утврди улога коју играју чула и разум приликом стицању тог сазнања. Раније, Платон и Демокрит, грчки атомист, већ су поставили разлику између особина које се обично приписују стварима, а које, с њихове тачке гледишта, стварно припадају тим стварима —величина и облик, на примјер—, и оних које су ствар здоговора (номос), односно функције ума —боја, на примјер. Ипак, Платон се може сматрати правим зачетником епистемологије, пошто се први бавио покушајима давања одговора на суштинска питања епистемологије: Шта је то сазнање? Колико сазнања се обично може срести, а колико од тога што обично сматрамо сазнањем се може сматрати истинским сазнањем? Да ли су наша чула водич до сазнања? Да ли разум може замијенити сазнање? Каква је веза између сазнања и истинског вјеровања?

## Природа епистемологије
Епистемологија се разликује од психологије у томе што се не бави питањем зашто људи вјерују оно што вјерују, нити начинима на које људи стижу до одређених вјеровања. Психолози, у принципу могу дати објашњења о томе због чега људи вјерују то што вјерују, али њихова објашњења не морају бити компетентна у смислу да ли су та вјеровања базирана на добрим или лошим претпоставкама. Да би се дао одговор на та питања потребно је консултовати стручњаке области знања из ког потичу претпоставке на којим се то вјеровање заснива. Према томе, математичари могу дати објашњење за вјеровање у исправност Питагорине теореме, физичари за, рецимо, вјеровање у принцип неодређености, итд. Обично, када је вјеровање истинито и када се заснива на основаним принципима области из које потиче, може се рећи да се ради о сазнању. Међутим, епистемолози се не баве питањем да ли, нити како знамо неку одређену истину, него да ли је оправдано да тврдимо да нека класа истина јесте сазнање или, да ли је сазнање о датој класи истина уопште могуће. Стога, питања која поставља епистемолог су опште природе, а питања која се тичу неке конкретне области сазнања нису.
Епистемолошки правци (сазнајни) се разликују у зависности од извора сазнања. Ту спадају
- рационализам
- ирационализам
- емпиризам
- сензуализам
- критицизам
- интуиционизам
- догматизам
- скептицизам